# Bartosz Krusznicki
Bartosz Krusznicki (ur. 8 marca 1979 w Olsztynie) – polski wokalista rockowy, kompozytor i autor tekstów. Założyciel zespołu Łydka Grubasa.
Z wykształcenia jest politologiem. Uczył się gry na pianinie i gitarze. Prowadził sklep muzyczny w Olsztynie. Oprócz gry w zespole Łydka Grubasa założył także zespoły Respite, Projekt X i Vendor Venison.